# Monay (Cameroun)
Pour les articles homonymes, voir Monay (homonymie).
Monay est un village camerounais de la région de l'Est. Il se situe dans le département de Lom-et-Djérem et il dépend de la commune de Bétaré-Oya et du canton de Laï. 
Il se trouve au boute de la route allant de Mabélé à Monay.

## Population
D'après le recensement de 1966, Monay comptait 165 habitants. Il en comptait 103 en 2005 et 120 en 2011 dont 19 jeunes de moins de 16 ans et 11 enfants de moins de 5 ans. 

## Infrastructures
En 2011, le plan communal de développement de Bétaré-Oya prévoyait la construction à Monay d'un forage et d'un puits d'eau.